# Hypoptopoma
Hypoptopoma is een geslacht van straalvinnige vissen uit de familie van de harnasmeervallen (Loricariidae).

## Soorten
- Hypoptopoma baileyi Aquino & Schaefer, 2010
- Hypoptopoma bianale Aquino & Schaefer, 2010
- Hypoptopoma brevirostratum Aquino & Schaefer, 2010
- Hypoptopoma elongatum Aquino & Schaefer, 2010
- Hypoptopoma guianense Boeseman, 1974
- Hypoptopoma gulare Cope, 1878
- Hypoptopoma incognitum Aquino & Schaefer, 2010
- Hypoptopoma machadoi Aquino & Schaefer, 2010
- Hypoptopoma muzuspi Aquino & Schaefer, 2010
- Hypoptopoma psilogaster Fowler, 1915
- Hypoptopoma spectabile (Eigenmann, 1914)
- Hypoptopoma steindachneri Boulenger, 1895
- Hypoptopoma sternoptychum (Schaefer, 1996)
- Hypoptopoma thoracatum Günther, 1868